# Chippa United Football Club
El Chippa United FC es un equipo de fútbol de Sudáfrica que juega en la Premier Soccer League, la liga de fútbol más importante del país.

## Historia
Fue fundado en enero de 2010 en la ciudad de Port Elizabeth, aunque al principio jugaban en la ciudad de Nyanga luego de que Chippa Mpengesi comprara la franquicia del Mbekweni Cosmos FC de la Vodacom League.
En su primera temporada lograron el ascenso a la National First Division; y en esa temporada lograron ascender a la Premier Soccer League en junio del 2012.

## Palmarés
- NFD: 1

2013–14
- PSL Promotion/Relegation Play-offs: 1

2011–12
- Second Division National Play-offs: 1

2010–11
- Second Division Western Cape Stream: 1

2010–11

## Uniformes
| Periodo | Fabricante | Patrocinador    |
| ------- | ---------- | --------------- |
| 2010–11 | Rada Sport |                 |
| 2011–12 | Adidas     |                 |
| 2012–13 | Kappa      | Vodacom         |
| 2013–14 | Umbro      | Chippa Holdings |
| 2014    | Nike       | Chippa Holdings |
| 2015    | Umbro      | Chippa Holdings |

## Gerencia
- Presidente:  Siviwe Mpengesi
- Oficial Ejecutivo en Jefe:  Vacante
- Jefe de Operaciones:  Lukanyo Mzinzi
- Gerente General:  Wandisile Mbenguzana
- Gerente Administrativo:  Maria Koutroulis

## Plantilla

#### Altas y bajas 2021–22
| Altas                   | Altas          | Altas                | Altas     | Altas        |
| Jugador                 | Posición       | Procedencia          | Tipo      | Costo        |
| ----------------------- | -------------- | -------------------- | --------- | ------------ |
| Phakamani Mahlambi      | Centrocampista | Mamelodi Sundowns    | Cesión.   | --           |
| Sammy Seabi             | Centrocampista | Mamelodi Sundowns    | Cesión.   | --           |
| Sandile Mthethwa        | Defensa        | Orlando Pirates      | Cesión.   | --           |
| Rodney Ramagalela       | Delantero      | Agente libre         | Libre.    | --           |
| Siphesihle Mkhize       | Centrocampista | Mamelodi Sundowns    | Traspaso. | No revelado. |
| Lucky Ngele             | Delantero      | Agente libre         | Libre.    | --           |
| Jemondre Dickens        | Delantero      | Agente libre         | Libre.    | --           |
| Lubeni Haukongo         | Defensa        | Lille OSC B          | Traspaso. | No revelado. |
| Tebogo Makobela         | Defensa        | Black Leopards       | Traspaso. | No revelado. |
| Veluyeke Zulu           | Defensa        | Richards Bay         | Traspaso. | No revelado. |
| Jenovane September      | Volante        | Booysen Park         | Traspaso. | No revelado. |
| Kewen Prince            | Centrocampista | Palmridge            | Traspaso. | No revelado. |
| Zuko Mdunyelwa          | Volante        | Cape Umoya United    | Traspaso. | No revelado. |
| Lloyd Kazapua           | Portero        | Cape Umoya United    | Traspaso. | No revelado. |
| Azola Matrose           | Centrocampista | Walmer Township      | Fichaje.  | --           |
| Gerald Takwara          | Delantero      | Ngezi Platinum Stars | Traspaso. | No revelado. |
| Bienvenu Eva Nga        | Delantero      | Agente libre         | Libre.    | --           |
| Aboubacar Bemba Sangare | Centrocampista | Jomo Cosmos          | Traspaso. | No revelado. |

| Bajas                | Bajas          | Bajas           | Bajas                  | Bajas        |
| Jugador              | Posición       | Destino         | Tipo                   | Costo        |
| -------------------- | -------------- | --------------- | ---------------------- | ------------ |
| Kurt Lentjies        | Centrocampista | --              | Retiro.                | --           |
| Gregory Damons       | Defensa        | Cape Town Spurs | Traspaso.              | No revelado. |
| Ronaldo Maarman      | Centrocampista | Agente libre    | Rescisión de contrato. | --           |
| Thamsanqa Sangweni   | Centrocampista | Agente libre    | Salida.                | --           |
| Oupa Manyisa         | Centrocampista | Agente libre    | Salida.                | --           |
| Anthony Laffor       | Delantero      | Agente libre    | Salida.                | --           |
| Mlungisi Mazibuko    | Portero        | Agente libre    | Salida.                | --           |
| Bienvenu Eva Nga     | Delantero      | Agente libre    | Fin de contrato.       | --           |
| Augustine Chidi Kwem | Delantero      | TS Galaxy       | Traspaso.              | No revelado. |

## Entrenadores
- Mike Lukhubeni (?-agosto de 2011)[26]
- Professor Ngubane (agosto de 2011-marzo de 2012)[27][28]
- Manqoba Mngqithi (julio de 2012-agosto de 2012)[29][30]
- Roger Sikhakhane (?-octubre de 2012)[31]
- Farouk Abrahams (interino- octubre de 2012-diciembre de 2012/diciembre de 2012-enero de 2013)[32][33][34]
- Wilfred Mugeyi (enero de 2013-abril de 2013)[34][35]
- Mark Harrison (abril de 2013-octubre de 2013)[36][37]
- Ian Palmer (octubre de 2013-enero de 2014)[38][39]
- Vladislav Herić (enero de 2014-mayo de 2014)[39][40]
- Kosta Papić (junio de 2014-septiembre de 2014)[41][42]
- Roger Sikhakhane (interino- septiembre de 2014-diciembre de 2014/diciembre de 2014)[43][44]
- Ernst Middendorp (enero de 2015-marzo de 2015)[45][46]
- Mich D'Avray (interino- marzo de 2015-mayo de 2015)[47]
- Roger Sikhakhane (junio de 2015-diciembre de 2015)[48][49]
- Dan Malesela (interino- diciembre de 2015-marzo de 2016/marzo de 2016-?)[50][51]
- Teboho Moloi (interino- septiembre de 2017/septiembre de 2017-marzo de 2018)[52][53][54]
- Vladislav Herić (marzo de 2018-mayo de 2018)[55][56]
- Dan Malesela (mayo de 2018-agosto de 2018)[56][57]
- Eric Tinkler (agosto de 2018-diciembre de 2018)[57][58]
- Joel Masutha (interino- diciembre de 2018-enero de 2019)[59][60]
- Clinton Larsen (enero de 2019-septiembre de 2019)[61][62]
- Duran Francis (interino- septiembre de 2019)[62][63]
- Mbuyiselo Sambu (interino- septiembre de 2019-octubre de 2019)[63]
- Norman Mapeza (octubre de 2019-marzo de 2020)[64][65]
- Rhulani Mokwena (marzo de 2020-julio de 2020)[66][67]
- Mbuyiselo Sambu (interino- julio de 2020)[68]
- Lehlohonolo Seema (julio de 2020-diciembre de 2020)[69][70]
- Luc Eymael (diciembre de 2020)[71]
- Dan Malesela (diciembre de 2020-abril de 2021)[72][73]
- Vladislav Herić (abril de 2021-mayo de 2021)[74][75]
- Lehlohonolo Seema (mayo de 2021-junio de 2021)[76][77]
- Gavin Hunt (julio de 2021-noviembre de 2021)[78][1]
- Kurt Lentjies (interino- noviembre de 2021-presente)[1]